# Svenska Dvärghundsklubben
Svenska Dvärghundklubben (SDHK) är en specialklubb under Svenska Kennelklubben.
Klubben bildades 2000 för att representera dvärghundarna i Sverige och för att samordna arbetet inom de 18 anslutna rasklubbarna. Arbetet med SDHK:s raser är delegerat till rasklubbarna och det finns en klubb för varje ras. Här fokuseras bland annat på hälsoläge, mentalitet och exteriör standard. SDHK har fullmäktigemöten medan rasklubbarna har årsmöten (klubbmöten), vilket betyder att delegater utses från varje rasklubb, som innehar röst- och beslutanderätt vid fullmäktigemötet. 
Följande rasklubbar ingår i SDHK:
- Bichon Bolognese & Havanais Club
- Bichon Friséringen
- Chihuahuacirkeln
- Chinese Crested Club
- Coton De Tuléar Club
- Fransk Bulldogklubb
- Japanese Chinsociteten
- Malteserringen
- Mopsorden
- Papillonringen
- Pekingeselogen
- Phalénesällskapet
- Svenska Griffonsektionen
- Svenska King Charles Spanielklubben
- Svenska Löwchencirkeln
- Svenska Prazsky Krysarikklubben
- Svenska Russkaya Tsvetnaya Bolonkaklubben
- Svenska Russkiy Toyklubben